# Hisae Iwaoka
Hisae Iwaoka (japanska: 岩岡ヒサエ, Iwaoka Hisae?), född 17 juli 1976, är en japansk serieskapare. Hon är född i Chiba sydöst om Tokyo. På svenska har hennes Drömmarnas djup, Aomanjuskogen och Lyckans knappnål publicerats.

## Biografi
Iwaokas verk inkluderar den korta mangan Hana boro och Shiroi kumo, Yume no soko samt Aomanjuskogen. Den sistnämnda finns utgiven i fem volymer på svenska hos Ordbilder Media, som också publicerats hennes Drömmarnas djup (Yume no soko) och Lyckans knappnål (Shiawase no Machi). Ett antal av hennes verk har publicerats på franska och Dosei Mansion (under titeln Saturn Apartments) även på engelska.
Flera av Iwaokas verk inkluderades 2004 i Takashi Murakamis New York-utställning "Tokyo Girls Bravo". Där liknades hennes vänliga gestalter vid A. A. Milne och hans Nalle Puh. Hennes figurers runda ansikten kan också jämföras med den franske barnboksförfattaren Philippe Fix bilder (Hubert). De ofta drömlika berättelserna innehåller ofta sagomotiv eller fantasyinslag, där en giraff exempelvis kan vara butikschef och sköldpaddor används som fordon.
Ett flertal av Iwaokas serier har vunnit priser på Japan Media Arts Festival. Hennes Dosei Mansion vann stora priset (i avdelningen manga) vid 2011 års festival.